# Новое Барятино
Новое Барятино (баш. Яңы Барятин) — село в Стерлитамакском районе Республики Башкортостан Российской Федерации. Административный центр Казадаевского сельсовета.

## География

### Географическое положение
Расстояние до:
- районного центра (Стерлитамак): 9 км,
- ближайшей ж/д станции (Стерлитамак): 9 км.

## Население
| 2002 | 2009 | 2010 |
| ---- | ---- | ---- |
| 496  | ↗768 | ↘613 |

### Национальный состав
Согласно переписи 2002 года, преобладающие национальности — русские (36 %), башкиры (31 %).

## Религия
В селе находится мечеть.